# Potamolepis thysi
Potamolepis thysi är en svampdjursart som beskrevs av Brien 1968. Potamolepis thysi ingår i släktet Potamolepis och familjen Potamolepiidae.
Artens utbredningsområde är havet utanför Kamerun. Inga underarter finns listade i Catalogue of Life.